# نهائي كأس إسبانيا 1964
```
نهائي كأس إسبانيا 1964
  هو النهائي 62 . لعبت المباراة النهائية في 
 استاد تشامارتن
 في 
مدريد
 ، في 5 يوليو 1964 ، وفاز بها 
ريال سرقسطة
 بعد تغلبه على 
أتلتيكو مدريد
 2-1 .
```